# Биглер, Николай Соломонович
Николай Соломонович Биглер — советский государственный и партийный деятель, председатель исполнительного комитета исполкома Еврейской автономной области.

## Биография
Родился в 1907 году. Член ВКП(б).
С 1937 года — на общественной и политической работе. В 1937—1947 гг. — и. о. председателя Исполнительного комитета Областного Совета Еврейской автономной области, в Организационном комитете Президиума Верховного Совета СССР по Хабаровскому краю.
Избирался депутатом Верховного Совета РСФСР 1-го созыва от Биробиджанского избирательного округа ЕАО.
Умер в 1967 году в Москве, похоронен на Востряковском кладбище.